# FC Kairat Almatî
FC Kairat Almatî (kazahă Қайрат Алматы Футбол Клубы) este un club de fotbal din Almatî, Kazahstan. Echipa susține meciurile de acasă pe Stadionul Central care are o capacitate de 23.804 de locuri.

## Palmares
- Superliga (4): 1992, 2004, 2020, 2024

- Superliga Kazahstanului: 9
  - 1992, 1996, 1999, 2001, 2003, 2014, 2015, 2017, 2018

- Prima Ligă Sovietică: 2
  - 1976, 1983

- Cupa Federației URSS: 1
  - 1988

- Cupa Căilor Ferate Europene: 1
  - 1971

## Antrenori notabili
| - Gurban Berdiýew - Leonid Pakhomov - Zlatko Krmpotić (2001-02) - Vsevolod Bobrov |  | - Nikolai Starostin - Timur Segizbayev - Leonid Ostroushko |

## Jucători notabili
| - Yuri Shukanov - Mark Švets - Evstaphiy Pechlevanidis - Ali Aliyev - Ruslan Baltiev - Andrei Karpovich - Vakhid Masudov - Samat Smakov - Sergey Timofeev | - Sergei Volgin - Valeriy Yablochkin - Vlado Danilov - Ionuț Luțuev - Yuri Semin - Sergei Stukashov - Voit Talgaev - Evgeni Jarovenko - Gurban Berdiýew - Jafar Irismetov |